# Arenaria oligosperma
Arenaria oligosperma är en nejlikväxtart som beskrevs av C. Gay. Arenaria oligosperma ingår i släktet narvar, och familjen nejlikväxter. Inga underarter finns listade i Catalogue of Life.